# Rond-point Charles-de-Gaulle
Le rond-point Charles-de-Gaulle à Varsovie est situé dans l'arrondissement de Śródmieście.

## Situation et accès
Le rond-point Charles de Gaulle est situé à la jonction des rues:
- au nord: Ulica Nowy Świat, vers Ulica Krakowskie Przedmieście
- à l'est: Aleje Jerozolimskie, vers le Pont Poniatowski
- au sud: Ulica Nowy Świat, vers Plac Trzech Krzyży
- à l'ouest: Aleje Jerozolimskie, vers Ulica Marszałkowska

## Origine du nom
Cette voie porte le nom du militaire, résistant, président de la République française de 1959 à 1969 et écrivain français Charles de Gaulle (1890-1970).

## Historique
La construction du rond-point est décidée lors de la reconstruction de l'avenue Jerozolimskie. Elle est achevée en août 1961.
Le nom rend hommage au Général De Gaulle, qui a participé à la guerre polono-bolchévique entre 1919 et 1920 et qui a séjourné dans la rue du nouveau Monde (Une plaque est apposée au 15/17 Nowy Swiat ul.).
Une Statue Charles de Gaulle à Varsovie y est dressée depuis 2005

## Bâtiments remarquables et lieux de mémoire
- immeuble du centre bancaire et financier (pl)
- statue Charles de Gaulle
- palmier de l'avenue de Jérusalem (pl)
- immeuble de la banque Gospodarstwa Krajowego (pl)
- Monument des partisans (pl)
- immeuble 15/17 ulica Nowy Świat